# Бионические контактные линзы
Бионические контактные линзы — проектируемый (разрабатываемый, но не доведенный до массового производства) виртуальный дисплей, который может иметь множество применений, от оказания помощи слабовидящим до индустрии видеоигр. Устройство будет иметь вид обычной контактной линзы с включениями бионических технологий. Линзы будут использовать функциональные электронные схемы и инфракрасный свет, чтобы создать виртуальный дисплей.
Смотря через готовые линзы, вы видите, что генерируемый дисплей накладывается на внешний мирБабак Парвиз, доцент кафедры электротехники Вашингтонского университета

## Производство
Линзам требуются органические материалы, которые биологически безопасны, а также неорганические материалы для электронных схем. Электронные схемы построены из слоев металла в несколько нанометров толщиной. Светодиоды с толщиной всего в одну треть миллиметра, поэтому их «порошком» посыпают на линзу и для упорядочивания крошечных компонентов применяют технику, называемую микрофабрикация или самоорганизующаяся сборка. Капиллярные силы растягивают части на их конечные позиции.

## Разработка и прототипы
Харви Хо, бывший аспирант мистера Парвиза, работающий в Sandia National Laboratories в Ливерморе, штат Калифорния представил результаты разработок в январе 2008 года на Международной конференции по микроэлектромеханическим системам (или микророботам) в Тусоне, штат Аризона. Линзы, как ожидается, будут содержать больше электроники и дадут возможность «видеть» в зонах, где зрительно трудно что-либо восприять. Беспроводная связь, радиочастотная передача электроэнергии и солнечные батареи ожидаются в будущих разработках. Прототип не светится или отображает информацию, однако является доказательством того, что возможно создание биологически безопасных электронных линз не препятствующих зрению человека. Инженеры протестировали готовые линзы на кроликах в течение 20 минут и у животных не наблюдалось никаких проблем.
В 2013 году группа ученых под руководством Чан Юн Пака из южнокорейского Национального института науки и технологий Ульсана представила мягкую контактную линзу с вкраплённым светодиодом, для которого использовали графен и серебряную нанопроволоку. Пятичасовое испытание показало, что живой кролик может носить линзы со светоизлучающим диодом без каких-либо побочных эффектов.